# Brian Blessed
Brian Blessed (Mexborough, 9 d'octubre de 1936) és un actor anglès. És conegut per la seva veu sonora i pels reus retrats apassionats i de gran mida.

## Biografia
Fill de William Blessed, un miner socialista I Hilda Wall, Blessed va néixer a Mexborough, Anglaterra. Va estudiar a l'Escola Moderna Secundària de Bolton, però va haver d'abandonar l'escola jove i va haver de passar diversos anys treballant en tota mena de feines, passant d'enterramorts a ajudant d'enlluidor a la Royal Air Force. Començà a estudiar interpretació a la Bristol Old Vic Theatre School.

### Carrera
Un dels primers papers va ser el de Policia 'Fancy' Smith al drama policíac de la BBC Z-Cars entre 1962 i 1965. El 1966, Blessed apareguí a Incident at Vichy al Phoenix Theatre de Londres. Blessed va realitzar petits papers en sèries de culte com The Avengers (1967, 1969) i a l'original Randall and Hopkirk (Deceased) (1969). Interpretà a Octavi August a la sèrie de la BBC Jo, Claudi.
En el cinema interpretà el paper del pare de Robin Hood, Lord Locksley, a la pel·lícula de 1991 Robin Hood: Príncep dels lladres. Altres papers han posat èmfasi en les seves capacitats còmiques: notablement el Príncep Vultan a Flash Gordon (1980); o Ricard IV a la primera temporada de L'Escurçó Negre (1983); o Spiro a l'adaptació de la BBC de My Family and Other Animals (1987). El 1988 interpretà el paper del General Ievlenko a la minisèrie War and Remembrance. Blessed fa broma amb què gairebé va protagonitzar l'Escurçó Negre II (1986) com a Reina Elisabet, però que no estava disponible en el moment del rodatge.
Ha interpretat tota una munió de personatges shakespearians tant al cinema com al teatre, incloent quatre dels cinc shakespeares dirigits per Kenneth Branagh: el Duc d'Exeter a Henry V (1989), Antonio a Molt soroll per no res (1993), el Fantasma del Pare a Hamlet (1996) i el paper dual de Duc Frederic i Duc Superior a As You Like It (2006).
En el camp del teatre musical, Blessed va protagonitzar la producció original al West End de Cats d'Andrew Lloyd Webber, amb els personatges de Old Deuteronomy i de Bustopher Jones. El 1989 interpretaria el paper de John Freeman en l'adaptació musical de la pel·lícula de Fritz Lang Metropolis. El 2002, sota la direcció del director de la Royal Shakespeare Company, Adrian Noble creà el personatge del Baron Bomburst per a la versió teatral de Chitty Chitty Bang Bang.
Entre desembre de 2005 i gener de 2006, Blessed encapçalà la producció de pantomima de Peter Pan, juntament amb el presentador de la CBBC Kirsten O'Brien al Regent Theatre a Ipswich. A finals de 2007 i inicis de 2008 tornà a interpretar el Capità Garfi al Grove Theatre de Dunstable; repetint el paper al Nadal del 2008 a Fairfield Halls, Croydon.
Va donar els enllaços vocals al Christian O'Connell Breakfast Show a Virgin Radio, i gravà les alertes per als telèfons mòbils d'Orange. Al Nadal del 2006 presentà una pantomima de Ventafocs amb actors com David Tennant i Thandie Newton. El 2006 va aparèixer llegint la història "The White City Part 1", peça final de l'àlbum Late Night Tales: Nightmares on Wax. Blessed va ser també la veu de "Jean Valjean" a l'adaptació dramàtica de Focus on the Family Radio Theatre de "Els miserables" de Víctor Hugo. També doblà Bob en la sèrie animada "Kika & Bob" (2008).
Des d'octubre de 2008 Blessed presenta el concurs japonès Unbeatable Banzuke al canal britànic Challenge sota el nom de Banzuke Brian. També presentà un episodi de Have I Got News for You el maig de 2008.
El 2009 interpretà el pitjor explorador del món, Sir Basil Champion, un personatge inspirat en el Professor Challenger de la novel·la El món perdut d'Arthur Conan Doyle, en la història de la sèrie The Scarifyers, The Curse of the Black Comet.
El novembre del 2009, Blessed protagonitzà una sèrie de vídeos online a la web Comedy de la BBC en la qual interpretava a Enric VIII d'Anglaterra. La idea de la sèrie és que el rei Tudor és viu i habita als afores amb la seva sisena muller Catherine Parr. Enric ha abraçat la tecnologia moderna i té la seva pròpia vida online, insultant el Rei de França pel Facebook, lligant amb les dones maques dels seus amics i bloquejant el Papa a Twitter.
Després d'una campanya al Facebook, el fabricant de GNSS TomTom decidí enregistrar la característica veu de Blessed com una opció per als seus serveis, estant disponible des d'octubre del 2010.
El setembre del 2010 enregistrà Sheherazade, or The Princess, the Pirate and the Baboon!, un àlbum d'històries infantils situades en la suite  Shéhérazade de Nikolai Rimski-Kórsakov, també amb les veus de Rory Bremner, Jess Murphy, Sam Morris i Nigel Garton. Blessed interpretà el Gran Soldà Shahryār; i l'àlbum va ser el primer d'una sèrie titulada Grandma Dingley's Ingeniously Musical Tales, i publicat al març de 2011.

## Altres fites
Blessed també és un aventurer. Escalà el Mont Blanc amb 70 anys, i ha estat un muntanyer en actiu durant tota la seva vida. Ha intentant escalar l'Everest en tres ocasions; però mai no ha aconseguit fer el cim. El 1991, amb 55 anys, arribà més amunt que cap altre home de la seva edat, record batut per Sir Ranulph Fiennes el 2009. Ha fet els cims de l'Aconcagua (Argentina) i del Kilimanjaro (Tanzània). També té el rècord de ser l'home de més edat en caminar pel pol Nord magnètic, i ha realitzat una expedició a les jungles de Veneçuela.

## Treballs
- 1962-1965 – Z-Cars – PC "Fancy" Smith
- 1966 – The Three Musketeers – Porthos
- 1967 – The Avengers "The Superlative Seven" – Mark Dayton
- 1968 – The Avengers "The Morning After" – Sergeant Hearn
- 1968 – Cold Comfort Farm – Reuben Starkadder
- 1969 – Randall and Hopkirk (Deceased) "The Ghost Who Saved the Bank at Monte Carlo"
- 1970 – Country Dance – Jack Baird
- 1972 – Arthur of the Britons – Mark de Cornwall
- 1972 – Man of La Mancha – Pedro
- 1975 – The Day After Tomorrow – Dr. Tom Bowen
- 1975 – The Sweeney "Ringer" – Frank Kemble, cap d'una banda de criminals
- 1976 – Space: 1999 "Death's Other Dominion" – Dr. Cabot Rowland, "The Metamorph" Mentor
- 1976 – Jo, Claudi – Octavi August
- 1977 – Survivors "Law of the Jungle" (Series 3) – Brod
- 1978 – Blake's 7 "Cygnus Alpha" (series 1) – Vargas
- 1980 – Flash Gordon – Prince Vultan
- 1980 – The Little World of Don Camillo
- 1980 – The Joy of Bach (TV) – J.S. Bach/Ell mateix
- 1983 – Great Little Railways (sèrie de la BBC)
- 1983 – L'Escurçó Negre – Ricard IV d'Anglaterra
- 1983 – La gran ruta cap a la Xina
- 1983 – The Hound of the Baskervilles, telefilm
- 1984 – The Last Days of Pompeii – Olinthus
- 1986 – Doctor Who – King Yrcanos al serial – The Trial of a Time Lord parts 5–8: Mindwarp
- 1987 – My Family and Other Animals – Spiro
- 1989 – Henry V – Exeter
- 1989 – Minder (Series 7) "The Last Video Show" – Detectiu
- 1989 – El combat dels caps – Caous (veu)
- 1991 – Robin Hood: Príncep dels lladres – Lord Locksley
- 1991 – Galahad of Everest – George Mallory
- 1991 – Lovejoy "The Black Virgin of Vladimir" – Harry Catapodis
- 1992 – Freddie, agent 07 (Freddie as F.R.O.7) – El Supremo (veu)
- 1993 – Much Ado About Nothing – Signor Antonio
- 1994 – MacGyver: Lost Treasure of Atlantis – Atticus
- 1995 – Johnny and the Dead – Fantasma de William Stickers
- 1995 – Kidnapped
- 1996 – Hamlet – Fantasma
- 1996 – Privateer 2: The Darkening (veu)
- 1996 – Dennis the Menace (sèrie d'animació infantil de la BBC) – El Capità (veu)
- 1997 – The History of Tom Jones, a Foundling – Squire Western
- 1997 – Bonnington
- 1999 – King Lear – King Lear
- 1999 – Tarzan – Clayton (veu)
- 1999 – Star Wars Episodi I: L'Amenaça Fantasma – Boss Nass (veu)
- 1999 – The Big Knights (sèrie d'animació infantil de la BBC) – Sir Morris (veu)
- 1999 – The Greatest Store in the World Mr. Scottley
- 1999-2000 – Nexus (concurs de televisió) – Presentador
- 2002 – Kingdom Hearts – "Clayton" (video joc) (veu)
- 2003 – Warhammer 40,000: Fire Warrior – Admiral Constantine (video joc) (veu)
- 2004 – Alexandre – Entrenador de lluita
- 2005 – Weebl and Bob flash cartoon – Narrador
- 2006 – Rome Total War – Narrador
- 2006 – Mist: The Tale of a Sheepdog Puppy – Sir Gregory
- 2006 – The Conclave – Aeneas Sylvius Piccolomini
- 2007 – Back in Business – Trevor Pilkington
- 2007 – Demands of Levitating Heavy Stones Pt1 (song by Transept) – "Voice of the Prism" (veu)
- 2007 – BBC Radio 1 Voice Over – Christmas Idents – narrador (veu)
- 2008 – Viking: Battle for Asgard – Narrador (video joc)
- 2008 – Have I Got News for You – Presentador
- 2008 – Daily Cooks Challenge – Guest Judge
- 2008 – The Wrong Door – Cap dels Pirates
- 2008 – Unbeatable Banzuke – Banzuke Brian, Presentador
- 2008 – Family Guy – Príncep Vultan a l'episodi "Road to Germany" (veu)
- 2009 – All Star Mr & Mrs – Ell mateix (amb la seva muller)
- 2009 – The Gadget Show C5 – Ell mateix
- 2009 – The Legend of Dick & Dom
- 2009 – Pinball Pulse: The Ancients Beckon Zeus (veu)
- 2009 – The Scarifyers: The Curse of the Black Comet – Sir Basil Champion (veu)
- 2009 – Henry 8.0  – Henry VIII
- 2009 – Mr Bojagi – Mr Bojagi
- 2010 – All Star Family Fortunes – Ell mateix
- 2010 – Xtra Factor – Voice Over